# عادل عيدان
عادل العيدان (2 أغسطس 1975)، إعلامي وصحفي كويتي يشغل منصب مدير مكتب قناة العربية في دولة الكويت 

## حياته
ولد في الكويت، درس اللغة العربية في جامعة الكويت وتخرّج عام 1996.[بحاجة لمصدر]

## مشواره المهني
بدايته في الإعلام كانت عام 1998 عندما عرض عليه أحد المخرجين التقدم لدورة مقدمي البرامج في تلفزيون الكويت وكان ضمن المائة شخص الذين تقدموا، تلقّى دروسا في الإلقاء على يد الفنان علي المفيدي
انطلاقته الفعلية كانت عام 2000 من خلال تقديمه لحفلات مهرجان هلا فبراير، غاب بعدها ليعود لتقديم برنامج شعري منوع بعنوان «ليلكم شمس» عام 2002 واستمر لموسمين
انتقل للعمل في 20 مارس 2003، وتحديداً وهو اليوم الذي بدأ فيه الغزو الأمريكي للعراق حيث عمل مراسلاً ميدانياً ينقل أخبار الحرب من جنوب العراق وصولا إلى مدينة النجف
نهاية عام 2005 انتقل من العمل الميداني إلى استوديوات المحطة في دبي ليعمل مذيعاً في برنامج«صباح العربية»، فضلاً عن عمله مذيعاً لنشرات الأخبار وفقرة الصحافة
عام 2014 قام بتغطية أحداث القمة العربية التي أقيمت في الكويت
في سبتمبر عام 2015 قام بتغطية جبهة مأرب في أحداث الحرب اليمنية 
في نوفمبر عام 2016 قام بتغطية الإنتخابات النيابية في الكويت 
في ديسمبر 2019 قدّم الحفل الختامي للمواهب العربية على التلفزيون الصيني في بكين.

### إعتقاله من قبل السلطات الكويتية والإفراج عنه
في يناير 2005 اعتقل على خلفية نقله خبرا عن اشتباكات جرت في منطقة حولي وعلى رغم أن العربية بثت نفي وزارة الداخلية للخبر غير مرة في نشراتها المتلاحقة، إلّا أنها فوجئت باعتقاله من قبل السلطات الكويتية، بحسب ما ذكرته القناة في موقعها الإلكتروني على الإنترنت واعتصم عدد من الصحافيين في الكويت أمام مقر وزارة الداخلية الكويتية احتجاجا على اعتقال السلطات الكويتية لمراسل العربية في الكويت واستنكرت العربية لجوء الحكومة الكويتية لاعتقال مراسلها عوضاً عن الاكتفاء بنفي الخبر إن لم يكن صحيحا. وطالبت منظمة «مراسلون بلا حدود» و«لجنة حماية الصحافيين» بإطلاق سراحه
وبعد أربعة أيام أفرج عنه قائلا 

### البرامج التي قدمها
| البرنامج          | عرض على        | العام         |
| ----------------- | -------------- | ------------- |
| مهرجان هلا فبراير | تلفزيون الكويت | 2000-2003     |
| ليلكم شمس         | تلفزيون الكويت | 2002-2003     |
| صباح العربية      | قناة العربية   | 2006 - مازال  |
| نشرات الأخبار     | قناة العربية   | 2006 - ما زال |
| رحال              | قناة العربية   | 2024 - ما زال |